# Polvere di Pinguino
I Polvere di Pinguino sono stati un gruppo musicale garage rock italiano formatosi nel 1981 e attivo fino al 1992. Il gruppo si è riunito successivamente in tre occasioni, nel 1997, nel 2012 e nel 2016.
Il nome del gruppo è stato ripreso dalla poesia Marriage del poeta beat statunitense Gregory Corso. Sono stati parte importante della scena underground italiana degli anni ottanta.

## Storia

### La nascita del gruppo e i primi concerti
I membri fondatori dei Polvere di Pinguino si conobbero nel 1981, partecipando come spettatori a una serie di concerti, e decisero di diventare un gruppo musicale dopo aver assistito a un concerto della Treves Blues Band a Massa. Nel 1985 i Polvere di Pinguino presero parte alla rassegna “Vivi nella città morta” a Carrara, a cui assistettero seicento persone. I biglietti andarono esauriti e alcuni spettatori dovettero rimanere fuori. Il batterista Paolo Da Mommio in un'intervista dell'epoca dichiarò che la loro musica voleva essere di denuncia nei confronti da una parte della “situazione locale di inquinamento” e dall'altra del “problema [...] di incomunicabilità, di deserto mentale della città. Noi vorremmo comunicare a tutti che anche a Carrara c'è qualcosa di diverso rispetto alla vita che appare in superficie, che ci sono idee e giovani che tentano di pensare”.
Nel settembre 1985 i Polvere di Pinguino parteciparono all’iniziativa “Freunde in Europa helfen Afrika” della città di Ingolstadt e delle sue città gemellate, come Carrara. Il loro pezzo Rowdy Gnomes fu incluso nella raccolta discografica che prende il nome dall'iniziativa.

### Open My Hands/Alabama Song
Nel 1986, i Polvere di Pinguino incisero cinque pezzi in studio a Gassano. Ci furono contrasti fra i musicisti, che volevano ottenere sonorità distorte, e il tecnico dello studio, che avrebbe invece preferito un suono più pulito. Fra i cinque pezzi incisi, i due che i membri del gruppo giudicarono come i più riusciti, Open My Hands e una cover di Alabama Song dei Doors, diventarono rispettivamente il lato A e il lato B di un 7” 45 giri, il primo disco dei Polvere di Pinguino, che fu pubblicato alla fine del 1986 dall’etichetta discografica romana Lilly Records. Il disco fu recensito da Rockerilla e Lost Trails.
Dopo l’uscita del 45 giri, i Polvere di Pinguino iniziarono a suonare più di frequente al di fuori dell’area di Carrara, soprattutto in seguito alla loro partecipazione al meeting psichedelico dell'Helter Skelter all'interno del centro sociale Leoncavallo di Milano; al meeting presero parte fra gli altri anche gli Effervescent Elephants, Gli Avvoltoi, i Kina, e i Peter Sellers & The Hollywood Party. Risale a questo periodo anche il loro concerto con i The Dream Syndicate il 7 luglio 1987 a Cairo Montenotte.

### Con Cobra Records:Polvere di PinguinoeElectric Tribe

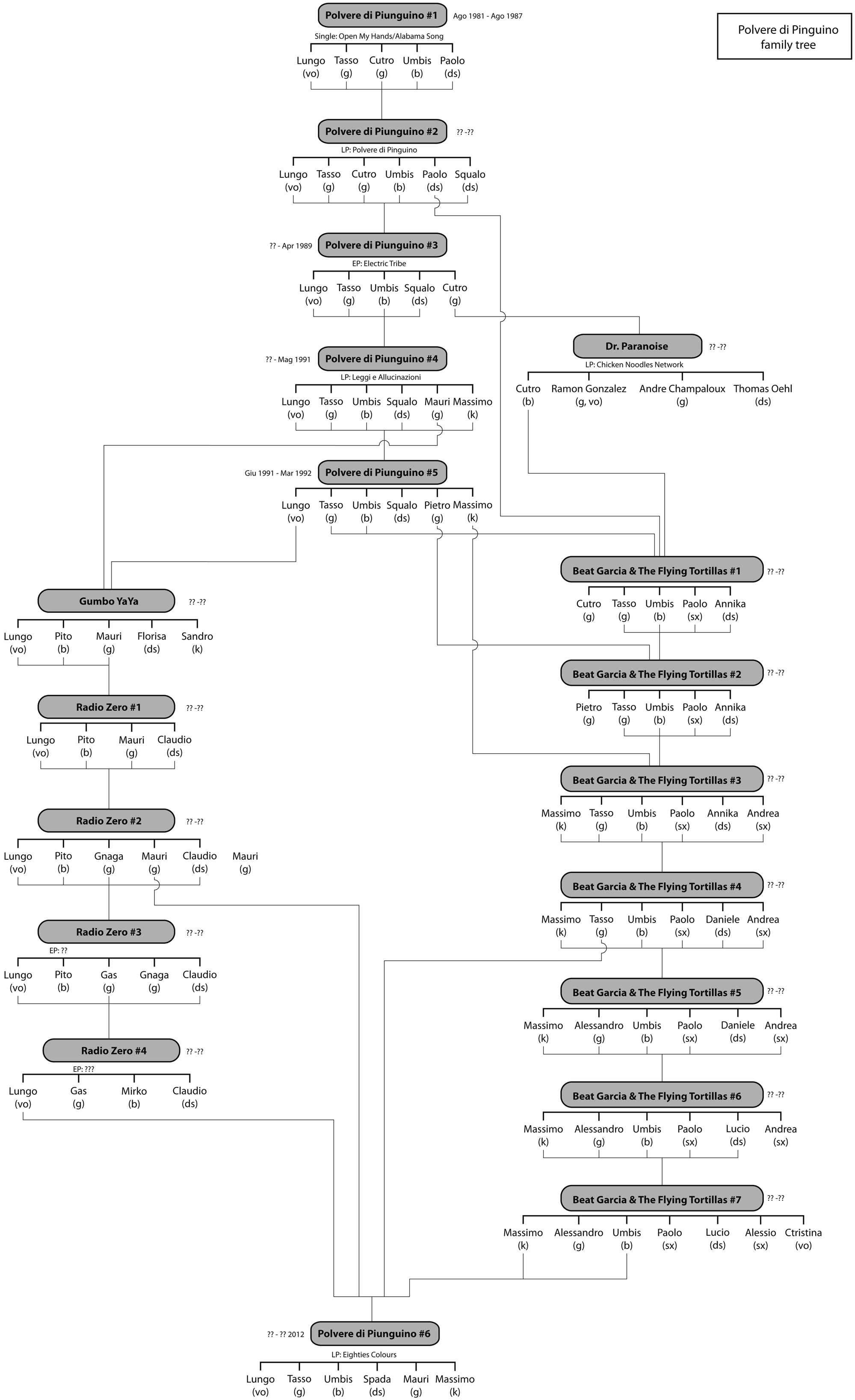
Polvere di Pinguino Family Tree

Dopo il concerto di Halloween 1987 al Centro sociale Kronstadt di La Spezia, i Polvere di Pinguino furono reclutati dall’etichetta discografica spezzina Cobra, con cui registrarono il loro album Polvere di Pinguino. Metà dei pezzi furono registrati dalla formazione originale, ma dato che Paolo Da Mommio, il primo batterista, aveva deciso di concentrarsi piuttosto sui propri studi universitari, nei pezzi più recenti dell’album il batterista fu Nicola “lo Squalo” Lattanzi. Dopo la sua pubblicazione nel 1988, l’album fu giudicato il disco rock italiano del mese da Rockerilla. Su questa rivista ricevette nel giugno 1988 una recensione particolarmente positiva dal critico Vittore Baroni, che lodò le "robuste e sanguigne rock-songs", giudicò la musica dei Polvere di Pinguino "adulta" in contrasto con "[i]l linguaggio [...] derivativo di tanti nostri rockers", e notò in particolare l'efficacia dei cori, la "ritmica granitica" di basso e batteria, e il "mordente fraseggio" delle chitarre. Il primo concerto dopo la pubblicazione del disco fu a Carrara: i Polvere di Pinguino aprirono per i Miracle Workers. La Cobra vendette tutte le copie dell’LP e pubblicò, meno di sei mesi dopo dall’uscita dell’album, l’EP Electric Tribe.
“Electric Tribe” è un EP tematico che affronta le problematiche sociali riguardanti le vite dei nativi americani. L'argomento in quel periodo appassionava molto i Polvere di Pinguino, tanto che il 14 aprile 1989 parteciparono alla terza edizione della rassegna “CREEPS” organizzata dal comune di Bari dedicata “a tutte le minoranze, alla libertà”. Alla rassegna "CREEPS" suonarono tra gli altri anche i Litfiba, i Corvi e i Not Moving. Vittore Baroni, un mese dopo la sua recensione dell'LP “Polvere di Pinguino”, aveva potuto ascoltare in anteprima le tracce che sono state poi incluse in “Electric Tribe", e aveva scritto su Rockerilla: “[...]I provini del nuovo repertorio mi paiono indicare una sempre più decisa propensione verso un rock duro e compatto, pur con originali linee melodiche”.
All'inizio del 1989 Marco Rovelli scrisse sull'edizione di Massa Carrara del Tirreno un servizio sui Polvere di Pinguino, in cui descrisse la musica dei Polvere di Pinguino come "rock compatto e duro”. Rovelli definì l'LP Polvere di Pinguino come “sanguigno rock'n'roll, pieno di adrenalina, che invade i padiglioni auricolari senza un attimo di tregua”. Fece notare anche gli “atteggiamenti da animale da palcoscenico” del cantante Luca “Lungo” Ratti e il fatto che il pubblico dei Polvere di Pinguino spesso pogasse durante i loro concerti. Parte dell'articolo si occupò anche di Electric Tribe: il suono dell'EP fu giudicato “più possente, ma anche più curato” rispetto a quello dell'LP. In effetti, il cantante dei Polvere di Pinguino già nell'intervista di luglio 1988 con Vittore Baroni per Rockerilla aveva evidenziato l'interesse del gruppo a “migliorare [nell'EP rispetto all'LP] la qualità di registrazione, pur mantenendo una musica vera, che esprima potenza, le cose che sentiamo noi”.
A partire dalla pubblicazione dell'LP Polvere di Pinguino, diverse magliette e poster del gruppo furono realizzati dall’artista Gianluca Lerici, più noto come Prof Bad Trip.

### Il tour in Spagna,Leggi e allucinazioni, e lo scioglimento
Nell'aprile 1990, i Polvere di Pinguino andarono in tour in Spagna, a Elda, Novelda e Alicante, riscuotendo un buon successo di pubblico, particolarmente nelle prime due date. Il loro ultimo CD, Leggi e allucinazioni, fu registrato a Cascina nel 1991 e pubblicato nel 1992 da Mellow Records.  Parteciparono alla realizzazione del disco anche Dome la Muerte Petrosino dei Not Moving, Alessandro Paolucci dei Raw Power, e Alessandro “Kiodo” Zoppi dei Dixie Bang. Era stato programmato anche un tour in Austria, in Iugoslavia e a Monaco di Baviera nel 1991, ma fu annullato a causa dello scoppio della guerra in Iugoslavia. I Polvere di Pinguino si sciolsero nel 1992.

### Dopo lo scioglimento
Il 27 dicembre 1997, i Polvere di Pinguino si esibirono in concerto per la prima volta dopo il loro scioglimento. Il concerto si svolse a Massa in Piazza Mercurio, come parte della Festa Acefala organizzata da Marco Rovelli e dal Gruppo Eliogabalo in occasione del centenario della nascita di Georges Bataille. Nel 2012, si riunirono nuovamente, per registrare una cover del brano The Hoo dei Boohoos che è stata inclusa nella raccolta Welcome back to Eigthies Colours, pubblicata da Psych-Out Records. Il 29 marzo 2016, i Polvere di Pinguino suonarono negli studi di Contatto Radio Popolare Network alcuni dei loro pezzi durante un’intervista con “L’ultimo negozio di dischi sulla terra”.

## Influenze
Tra le influenze dei Polvere di Pinguino si annoverano sia gruppi degli anni sessanta e dei primi anni settanta, come i Jefferson Airplane, The Who, i Rolling Stones, gli Small Faces, The Stooges e Steppenwolf, sia gruppi della fine degli anni settanta e degli anni ottanta: The Gun Club, gli Hoodoo Gurus, gli Hüsker Dü, The Prisoners, gli X, Echo & The Bunnymen, i Clash, i Radio Birdman, i The Dream Syndicate e The Cramps.

## Formazione
- Luca “Lungo” Ratti (voce e armonica, 1981-1992, 1997, 2012, 2016)
- Paolo “Cutro” Conti (chitarra, 1981-1989, 2016)
- Marco “Tasso” Tassinari (chitarra, 1981-1992, 1997, 2012, 2016)
- Umberto “Umbis” Caleo (basso e cori, 1981-1992, 1997, 2012, 2016)
- Paolo Da Mommio (batteria e cori, 1981-1988)
- Nicola “lo Squalo” Lattanzi (batteria, 1988-1992, 1997)
- Maurizio “Dr. Razzix” Dazzi (chitarra, 1988, 1989-1991, 1997, 2012)
- Massimo “Ravel” Ravenna (tastiera, piano e organo, 1991-1992, 1997, 2012)
- Pietro “El Niño” Fusani (chitarra, 1992)
- Luca Poli (batteria, 2012)

## Discografia

### Album
- 1988 –  Polvere di pinguino
- 1988 – Electric Tribe
- 1992 – Leggi e allucinazioni

### Singoli ed EP
- 1986 – Open My Hands / Alabama Song

### Raccolte
- 2021 - Stand by the Dream

## Tournée

### Lista parziale di concerti a cui hanno partecipato i Polvere di Pinguino
1. Gragnana, 5 agosto 1983
2. Massa, 1 ottobre 1983
3. Carrara, 18 gennaio 1984
4. Carrara, 1984
5. Viareggio, 27 maggio 1984
6. Carrara, 21 luglio 1984
7. Gragnana, 4 agosto 1984
8. Ingolstadt, 8 maggio 1985 (per il progetto “Freunde in Europa Helfen Afrika” della città di Ingolstadt e delle sue città gemellate, come Carrara)
9. Massa, ottobre 1985
10. Carrara, 23 ottobre 1985
11. Firenze, 3 dicembre 1985
12. Colombiera, 23 dicembre 1985
13. Montignoso, 7 febbraio 1986
14. Massa, 1 giugno 1986
15. Lucca, 6 giugno 1986
16. Carrara, 12 luglio 1986
17. Colombiera, 23 novembre 1986
18. Carrara, 12 dicembre 1986 (ultimo concerto prima del rilascio del 45 giri Open My Hands/Alabama Song il 24 dicembre 1986)
19. Camaiore, 6 marzo 1987
20. Roma, 25 aprile 1987
21. Milano, 1 maggio 1987 (con i Kina e gli Effervescent Elephants)
22. Ivrea, 8 maggio 1987
23. Parma, 14 maggio 1987
24. Lerici, 22 maggio 1987
25. Cairo Montenotte, 7 luglio 1987 (con i The Dream Syndicate)
26. Palazzuolo sul Senio, 11 luglio 1987
27. Carrara, 7 agosto 1987 (con Kim Squad) (ultimo concerto con Paolo Da Mommio come batterista)
28. Molicciara, ottobre 1987
29. Roma, ottobre 1987
30. La Spezia, 31 ottobre 1987
31. Firenze, 19 novembre 1987
32. Marina di Massa, 18 dicembre 1987 (con gli Unlimited)
33. Torino, 20 dicembre 1987
34. Carrara, 19 marzo 1988 (con gli Unlimited e i Fall Out)
35. Vicarello, 31 marzo 1998
36. Trento, 9 aprile 1988
37. Trodica, 16 aprile 1988 (ultimo concerto prima dell’uscita dell’LP “Polvere di Pinguino”)
38. Carrara, 28 aprile 1988 (con i Miracle Workers)
39. Sarzana, 3 giugno 1988
40. La Spezia, 13 luglio 1988 (con la Treves Blues Band, i Nuts e i Big Fat Mama)
41. Montignoso, 24 luglio 1988
42. Pisa, 29 luglio 1988
43. Civitanova, 3 agosto 1988
44. Luni, 5 agosto 1988
45. Carrara, 10 agosto 1988 (con i Not Moving e The Sick Rose)
46. 4 settembre 1988 (con i Nuts, gli Statuto, i B. F. M., e i Settore Out)
47. Avellino, 9 e 10 settembre 1998 (con i Big Fat Mama)
48. Ivrea, 15 settembre 1988
49. Treviso, 17 settembre 1988 (con i Sorry Friends) (dopo questo concerto il chitarrista Paolo “Cutro” Conti va a Mogadiscio e Maurizio “Dr. Razzix” Dazzi lo sostituisce temporaneamente)
50. L’Aquila, 24 settembre 1988
51. Genova, 1 ottobre 1988
52. Massa, 6 novembre 1988 (con gli Unlimited) (ultimo concerto prima della pubblicazione del mini-LP “Electric Tribe”)
53. Carrara, 21 dicembre 1988 (dopo questo concerto rientra da Mogadiscio il chitarrista Paolo “Cutro” Conti)
54. Molicciara, 26 gennaio 1989
55. Pisa, 25 febbraio 1989
56. Torino, 2 marzo 1989
57. Massa, 8 marzo 1989
58. Torino, 16 marzo 1989
59. Faenza, 29 marzo 1989
60. Bari, 14 aprile 1989
61. Massa, 10 maggio 1989 (con The Gang e Paul Roland)
62. Ivrea, 30 giugno 1989 (dopo questo concerto il chitarrista Paolo “Cutro” Conti va a Basilea e Maurizio “Dr. Razzix” Dazzi entra a far parte dei Polvere di Pinguino)
63. Imperia, 16 settembre 1989 (con gli Sleeves e i Big Fat Mama)
64. Pisa, 24 settembre 1989
65. Carrara, 7 ottobre 1989
66. La Spezia, 16 marzo 1989
67. Elda, 13 aprile 1990
68. Novelda, 14 aprile 1990
69. Alicante, 15 aprile 1990
70. Ivrea, 5 maggio 1990
71. Torino, 24 maggio 1990
72. Genova, 26 maggio 1990
73. Milano, 9 giugno 1990 (al centro sociale Leoncavallo)